# Prevenção e controlo integrado de poluição
A Prevenção e controlo integrado de poluição é um conjunto de métodos físicos e químicos com a finalidade de reduzir ou emitir descargas poluentes de modo controlado, por forma a minimizar os seus impactos ambientais e na saúde humana.
Além do mais, havendo tratamentos e abordagens diferentes nos diferentes domínios da poluição, somente uma abordagem integrada apresenta resultados globalmente positivos, devido a enorme facilidade com que um poluente pode ser transferido por entre os meios biofísicos. Assim, a gestão de resíduos, em especial a sua prevenção assume-se como um pilar fundamental para alcançar um nível elevado de resultados de desempenho ambiental.
Grande Página de Web.